# Procédure non contentieuse
Une procédure non contentieuse  (ou parfois matière gracieuse, procédure gracieuse) est une demande portée devant une juridiction en absence de litige et donc d'adversaire. Elle est opposée à une procédure contentieuse.

## Droit par pays

### Droit français
En droit français, les procédures en matière gracieuse sont définies par les articles 25 à 29 et suivants du code de procédure civile.
La demande est introduite par une requête déposée en double exemplaire au greffe. La requête doit être introduite par le ministère d'avocat quand celui-ci est obligatoire, ou librement par tout intéressé dans les autres procédures (par exemple Conseil de prud'hommes, tribunal d'instance, juridiction commerciale...).

### Droit québécois (Canada)
En droit québécois, la procédure non contentieuse est prévue au livre III du Code de procédure civile du Québec, soit les articles 302 à 320 du Code,.
D'après l'art. 303 CPC, la procédure non contentieuse concerne notamment : 

« 1°  l’autorisation de consentir aux soins non requis par l’état de santé d’une personne âgée de moins de 14 ans ou inapte à consentir ou à l’aliénation d’une partie du corps d’un mineur ou d’un majeur inapte;
2°  le jugement déclaratif de décès, la vérification des testaments, l’obtention de lettres de vérification et, en matière de succession, la liquidation et le partage;
3°  la modification du registre de l’état civil;
4°  la tutelle à l’absent, au mineur ou au majeur, l’émancipation du mineur, le mandat de protection ainsi que la représentation temporaire du majeur inapte;
5°  la nomination, la désignation ou le remplacement de toute personne qui doit, selon la loi, être fait par le tribunal, d’office ou à défaut d’entente entre les intéressés, ainsi que les demandes de cette nature en matière de tutelle au mineur, de tutelle au majeur, de mandat de protection, de représentation temporaire du majeur inapte, de succession et d’administration du bien d’autrui;
6°  le placement et l’adoption de l’enfant ainsi que l’attribution du nom de l’adopté;
7°  la demande conjointe sur projet d’accord qui règle les conséquences de la séparation de corps, du divorce ou de la dissolution de l’union civile des conjoints;
8°  l’administration d’un bien indivis, d’une fiducie ou du bien d’autrui;
9°  l’acquisition du droit de propriété d’un immeuble par prescription;
10°  l’inscription ou la rectification, la réduction ou la radiation d’une inscription sur le registre foncier ou le registre des droits personnels et réels mobiliers;
11°  la délivrance d’actes notariés ou le remplacement et la reconstitution d’écrits. »

Cela concerne également « les demandes d’exemption ou de suspension de l’obligation de verser la pension alimentaire et les arrérages au ministre du Revenu si les parties remplissent les conditions prévues aux articles 3 et 3.1 de la Loi facilitant le paiement des pensions alimentaires ».